# Three (албум на Шугабейбс)
„Three“ е третият студиен албум на британската поп-група Шугабейбс издаден през октомври 2003. Албумът достига номер три във Великобритания и с общи продажби от 600 000 копия във Великобритания получава платинена сертификация.

## Списък с песните
1. „Hole in the Head“ – 3:38
2. „Whatever Makes You Happy“ (Кийша) – 3:15
3. „Caught in a Moment“ – 4:24
4. „Situation's Heavy“ – 4:10
5. „Million Different Ways“ – 4:29
6. „Twisted“ (бонус трак за Великобритания и Япония) – 3:03
7. „We Could Have it All“ – 3:37
8. „Conversation's Over“ – 4:06
9. „In the Middle“ – 3:59
10. „Too Lost in You“ – 3:58
11. „Nasty Ghetto“ – 4:16
12. „Buster“ (бонус трак за Великобритания и Япония) – 4:22
13. „Sometimes“ (Хайди) – 4:34
14. „Maya“ (Мутя) – 4:43